# Help!: A Day in the Life
 (février 2021).
Si vous disposez d'ouvrages ou d'articles de référence ou si vous connaissez des sites web de qualité traitant du thème abordé ici, merci de compléter l'article en donnant les références utiles à sa vérifiabilité et en les liant à la section « Notes et références ».
Help!: A Day in the Life est un album de pop/rock caritatif paru en 2005. Il regroupe 22 titres ou reprises inédits enregistrés par des stars ou des nouveaux talents de la scène pop/rock anglaise enregistrés en un seul jour, le 9 septembre. L'intégralité des revenus de ce disque seront reversés à l'association anglaise Warchild qui sert la cause des enfants touchés par la guerre, ici plus particulièrement la guerre d'Irak.
Le concept de l'album est inspiré d'un album réalisé en 1995 soutenant les enfants victime des guerres de Yougoslavie.

## Liste des pistes
1. Radiohead - I Want None of This
2. The Coral - It Was Nothing
3. The Zutons - Hello Conscience
4. Elbow Snowball
5. The Magic Numbers - Gone Are the Days
6. Maximo Park - Wasteland
7. The Go! Team - Phantom Broadcast
8. Emmanuel Jal - Gua
9. Keane et Faultline - Goodbye Yellow Brick Road
10. Kaiser Chiefs - I Heard It Through The Grapevine
11. Bloc Party - The Present
12. Hard-Fi - Help Me Please
13. Belle and Sebastian - The Eight Station of the Cross Kebab House
14. Tinariwen - Cler Achel
15. Boy George and Antony and the Johnsons - Happy Xmas (War Is Over)
16. Gorillaz - Hong Kong
17. Babyshambles - From Bollywood to Battersea
18. The Manic Street Preachers - Leviathan
19. Razorlight - Kirby's House
20. Damien Rice - Cross-Eyed Bear
21. Mylo - Mars Needs Women
22. Coldplay - How You See the World No.2